# MHC Emmen
MHC Emmen is een Nederlandse hockeyclub uit de Drentse plaats Emmen.
De club werd opgericht op 4 september 1956 en speelt op Sportpark Meerdijk waar ook het stadion van FC Emmen is gevestigd. Het eerste herenteam komt in het seizoen 2012/13 uit in de Vierde klasse en het eerste damesteam komt uit in de Derde klasse van de KNHB.